# Amoklauf in Fort Hood

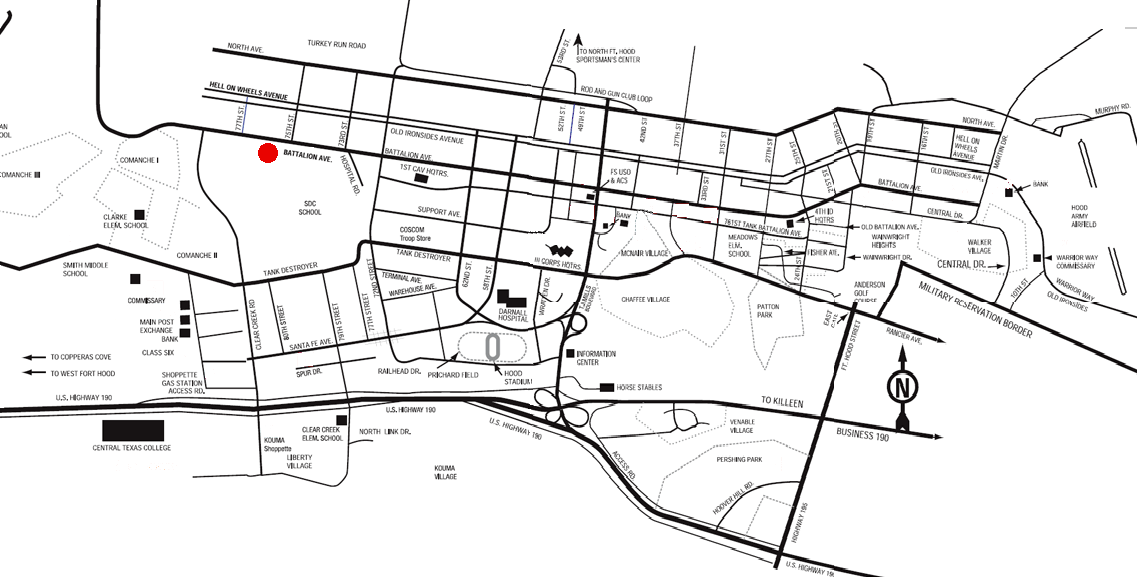
Karte von Fort Hood. Der rote Punkt markiert den ungefähren Ort der Schießerei.

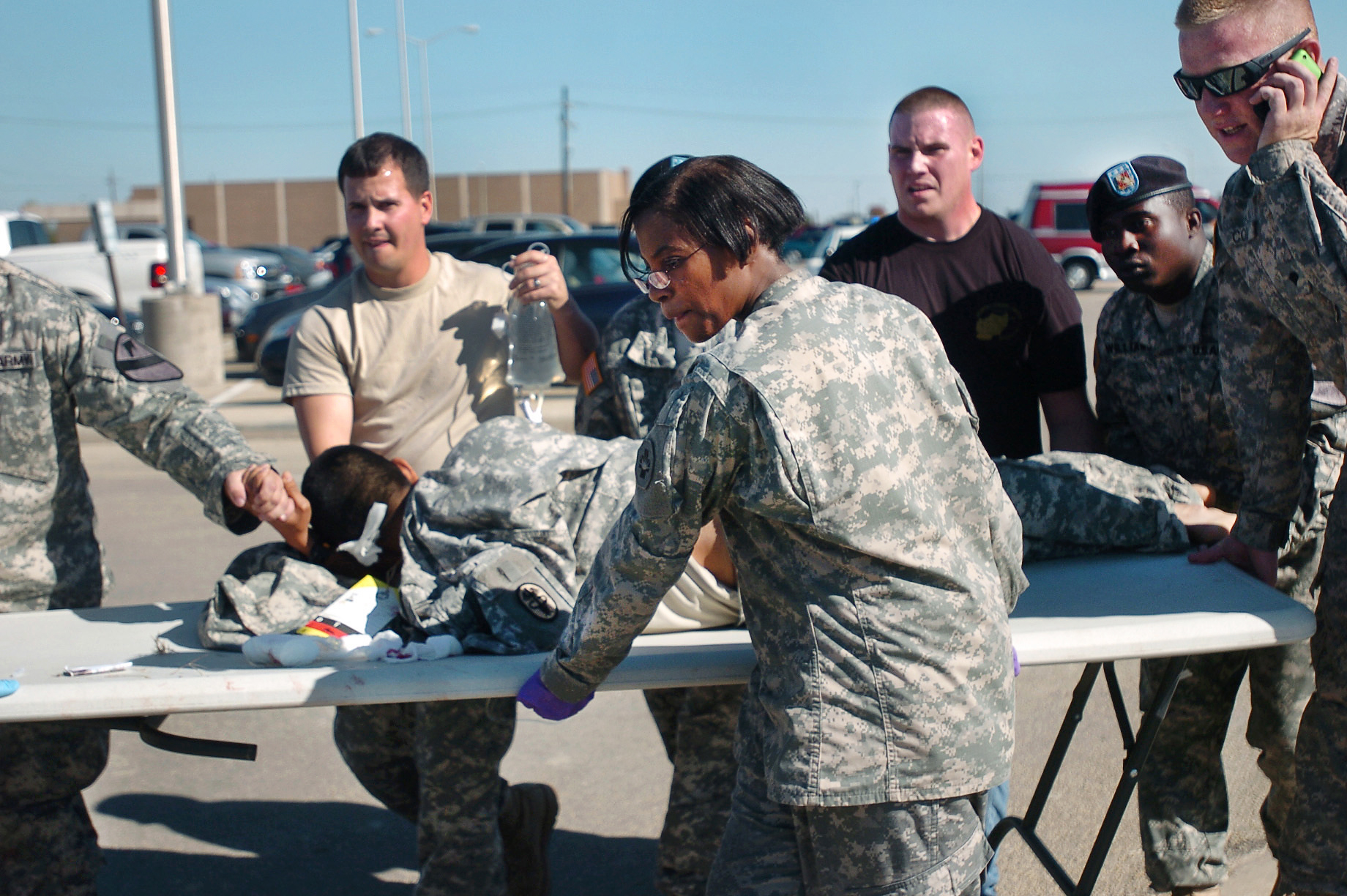
Abtransport von Verletzten unmittelbar nach der Schießerei

Der Amoklauf in Fort Hood war ein am 5. November 2009 auf der Militärbasis der US Army im damaligen Fort Hood (heute Fort Cavazos) in Texas von Nidal Malik Hasan begangenes Verbrechen, bei dem der Armeeangehörige Hasan 13 Menschen erschoss und 42 weitere verletzte.

## Vorgang
Gegen 13:30 Uhr kam es auf dem Stützpunkt zu einem Amoklauf. Der Täter, ein Militärpsychiater namens Nidal Malik Hasan, betrat ein Großraumbüro an seinem Arbeitsplatz, dem Soldier Readiness Center, in dem Soldaten auf ihre Versetzung in Einsatzgebiete vorbereitet werden. Er sprang mit dem Ruf „Allahu akbar“ auf einen Tisch und begann zu schießen. Er gab über 100 Schüsse mit einer eingeschmuggelten, wenige Monate zuvor privat gekauften Pistole FN Five-Seven ab, wobei er vor allem auf Soldaten in Uniform schoss. Der Vorfall ereignete sich im zivilen Bereich des Militärstützpunktes Fort Hood. Die Soldaten sind dort bis auf wenige Polizeikräfte unbewaffnet.
Er wurde von der Polizei 4 mal angeschossen und ist seitdem vom Hals abwärts gelähmt.

## Opfer

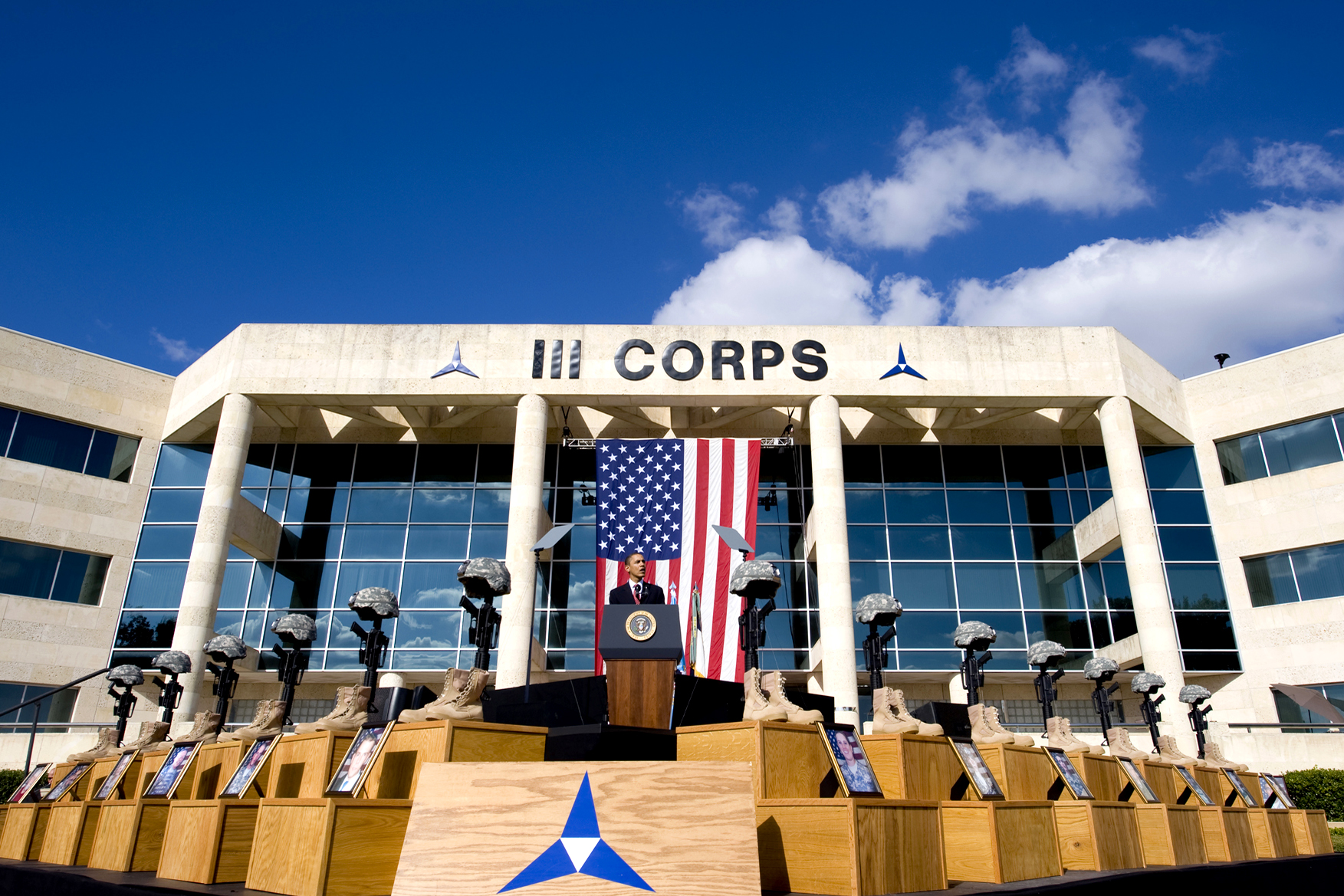
US-Präsident Barack Obama spricht zu Ehren der getöteten Soldaten

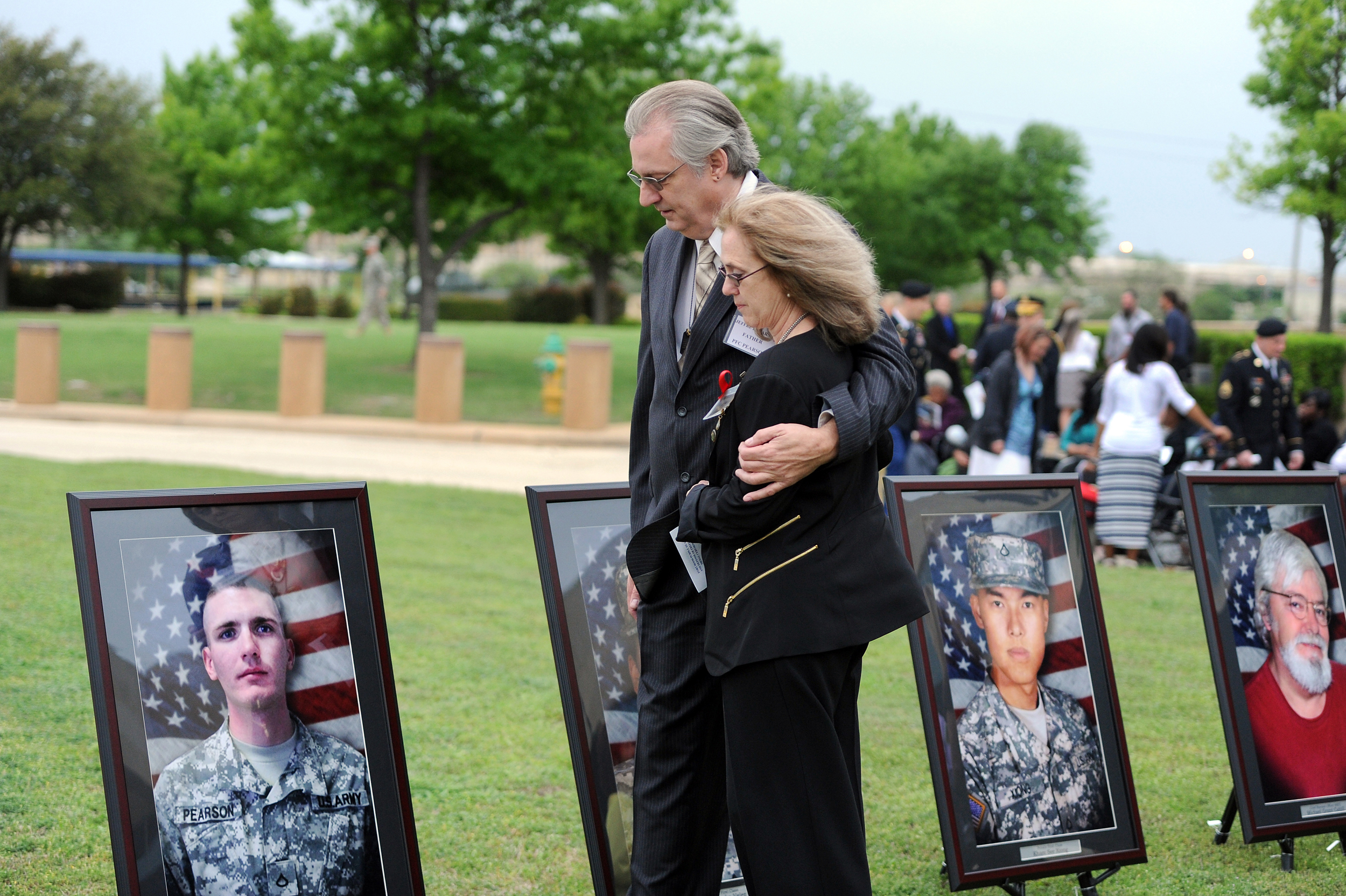
Die Eltern des getöteten Soldaten Michael S. Pearson vor der Vergabe der Auszeichnung Purple Heart und der Defense of Freedom-Medaille des Verteidigungsministeriums im April 2015

Die Opfer umfassen 12 tote Soldaten und einen Zivilangestellten sowie 42 durch Schusswunden Verwundete, davon mindestens 7 Zivilangestellte.
Liste der Toten:
| Name                   | Alter | Herkunft                 | Dienstgrad oder Beschäftigung |
| ---------------------- | ----- | ------------------------ | ----------------------------- |
| Michael Grant Cahill   | 62    | Spokane, Washington      | Arzthelfer                    |
| L. Eduardo Caraveo     | 52    | Woodbridge, Virginia     | Major                         |
| Justin Michael DeCrow  | 32    | Plymouth, Indiana        | Staff Sergeant                |
| John P. Gaffaney       | 56    | Serra Mesa, Kalifornien  | Captain                       |
| Frederick Greene       | 29    | Mountain City, Tennessee | Specialist                    |
| Jason Dean Hunt        | 22    | Tipton, Oklahoma         | Specialist                    |
| Amy Sue Krueger        | 29    | Kiel, Wisconsin          | Sergeant                      |
| Aaron Thomas Nemelka   | 19    | West Jordan, Utah        | Private First Class           |
| Michael S. Pearson     | 22    | Bolingbrook, Illinois    | Private First Class           |
| Russell Gilbert Seager | 51    | Racine, Wisconsin        | Captain                       |
| Francheska Velez       | 21    | Chicago, Illinois        | Private First Class           |
| Juanita L. Warman      | 55    | Pittsburgh, Pennsylvania | Lieutenant Colonel            |
| Kham See Xiong         | 23    | Saint Paul, Minnesota    | Private First Class           |

1. ↑  Francheska Velez war zum Todeszeitpunkt schwanger

## Motive und Hintergrund
Das Motiv für die Tat Hasans ist bisher noch nicht bekannt. Spekuliert wird über einen psychischen Zusammenbruch wegen „emotionalen, ideologischen und religiösen Drucks“. Der Major war für einen Afghanistan-Einsatz vorgesehen.
Laut dem FBI sind derzeit (November 2009) keine Hinweise auf Mitverschwörer oder einen erweiterten terroristischen Hintergrund vorhanden. Ein solcher Verdacht kam auf, als bekannt wurde, dass Nidal Malik Hasan 2001 Predigten des damals noch in den USA befindlichen Imams Anwar al-Awlaki gehört hatte. Auch drei der Flugzeugentführer der Terroranschläge am 11. September 2001 kamen aus dem Umfeld al-Awlakis. Mit al-Awlaki stand Hasan nach Geheimdienstquellen zwischen 2008 und 2009 per E-Mail in Kontakt. Er wurde deswegen überprüft, aber nicht weiter sanktioniert. Al-Awlaki, der im September 2011 bei einem Luftangriff im Jemen getötet wurde, hieß die Schießerei auf einem ihm zugeordneten Blog gut und forderte weitere solcher Taten.
Während eines Vortrags vor Kollegen sprach Hasan über den Islam und sagte, dass gemäß dem Koran Ungläubige in die Hölle kämen, dort würden sie geköpft, in Brand gesetzt und man würde brennendes Öl in ihre Kehlen gießen – sein Vortrag rechtfertigte dazu Selbstmordattentate. Hasans früheren Kollegen zufolge hat er unterdurchschnittliche Leistung erbracht und sie gelegentlich mit inbrünstigen islamischen Ansichten und deutlichster Ablehnung der US-geführten Kriege in Irak und Afghanistan aus der Fassung gebracht.

## Prozess und Verurteilung
Hasan musste sich vor einem Militärgericht verantworten. Der Prozess begann im Mai 2013. Nidal Hasan verteidigte sich dabei selbst und ließ sich nicht von Anwälten vertreten. Seine Pflichtverteidiger vermuteten, er strebe ein Todesurteil an, um als Märtyrer zu sterben. Er hatte keine ihn entlastenden Aussagen gemacht oder Zeugen aufgerufen.
Am 23. August 2013 wurde Hasan wegen 13-fachen Mordes und 32-fachen Mordversuchs in allen Anklagepunkten von einer Geschworenenjury schuldig gesprochen. Eine Militärjury verhängte einige Tage später die Todesstrafe gegen den 42-Jährigen. Hasan wäre der erste Soldat im aktiven Dienst seit 1961, der hingerichtet wird.

## Kritik an möglicher Überlastung der Truppen
Im Mai 2009 waren im Camp Liberty im Irak von einem Soldaten des in Bamberg stationierten 54th Engineering Battalion 5 Kameraden ermordet und einer schwer verletzt worden. Die Armeezeitung Stars and Stripes zitierte bereits im Oktober 2009 einen offiziellen Untersuchungsbericht zu dem Vorkommnis.
Kritisiert wird demnach, dass von der US-Armee die Frage der psychischen Stabilität der Soldaten im Einsatz systematisch vernachlässigt werde. Während des Besuchs von Präsident Obama am 10. November in Fort Hood versuchte ein Aktivist der Fort Hood Iraq Veterans Against the War ihm eine Petition der Organisation zu überreichen, die die wiederholte Verlegung von Soldaten in den Irak ablehnt und die Armee auffordert, sich um die geistige Gesundheit ihrer Soldaten besser zu kümmern.